# Vol TWA 128
L'accident du vol TWA 128 est survenu le 20 novembre 1967. L'avion de type Convair 880 assurait une liaison régulière pour la compagnie TWA. Parti de Los Angeles (LAX), sa destination était Boston (BOS), avec deux escales à Cincinnati (CVG) et Pittsburgh (PIT). L'accident est survenu lors de l'atterrissage à Cincinnati.

## Circonstances
L'avion obtient l'autorisation d'atterrir à 20 h 56. Il fait nuit et les conditions météorologiques sont mauvaises, l'approche se fait aux instruments. Il descend beaucoup trop tôt et touche la cime des arbres 2 km avant le début de la piste 18 qu'il visait. Le premier impact a été décrit par un survivant comme un atterrissage brutal, suivi d'une série de chocs violents et de l'impact final de l'avion. L'appareil se retrouve dans une zone boisée, où il se désintègre et prend feu. 
Sur les 82 occupants, 60 sont tués sur le coup, les autres sont évacués avec de graves blessures, 10 d'entre d'entre eux succombent dans les jours suivants.
L'accident est attribué à une erreur de pilotage. En réponse à l'accident, la piste est dotée de feux de signalisation beaucoup plus puissants.